# Borås Aftonblad
Borås Aftonblad var en dagstidning med utgivning från 1 mars 1921 till 31 augusti 1921. Tidningens fullständiga titel var också Borås Aftonblad utan tillägg

## Redaktion
Handlanden Samuel Pontus Pettersson Carlander, var ansvarig utgivare för tidningen hela utgivningen. Föregångaren  hette Borås Dagblad. Tidningen hade en edition Vänersborgs-Posten som kom ut två dagar i veckan tisdag och fredag. Borås Aftonblad var en sexdagars tidning med utgivning kvällstid. Politiska tendensen för tidningen var frisinnad. Redaktionsort var hela tiden Borås. Redaktör  var Gustav Johansson, 

## Tryckeri
Förlaget hette Borås Aftonblad, S. P. Carlander i Borås. Tryckeriet hette Borås aftonblads tryckeri i Borås. Tidningen hade bara svart i färg och tryckte antikva på satsytan 52x36 cm. Antalet tidningssidor var 4 -8.